# Lothar Joseph Dominik von Königsegg-Rothenfels
Lothar Joseph Dominik Graf von Königsegg-Rothenfels (Vienna, 17 maggio 1673 – Vienna, 8 dicembre 1751) è stato un generale e diplomatico austriaco, feldmaresciallo del Sacro Romano Impero.

## Biografia

### I primi anni
Figlio del conte Leopold Wilhelm von Königsegg-Rothenfels e di Maria Polyxena, contessa di Scherffenberg, studiò presso la scuola gesuitica di Besançon e all'età di 16 anni venne ordinato sacerdote capitolare a Salisburgo e successivamente a Passavia. Inviato a Roma per completare la propria istruzione, abbandona gli studi per arruolarsi nell'esercito del Sacro Romano Impero impegnato a combattere i turchi in Ungheria.

### La carriera militare
Tra il 1691 ed il 1699 serve nel reggimento dei corazzieri "Hohenzollern". Due anni dopo partecipa alla guerra di successione spagnola sotto il comando del principe Eugenio di Savoia.
Promosso Generalfeldwachtmeister e poi Feldmarschalleutnant, Königsegg si distingue nell'assedio di Torino e riceve il comando della fortezza di Mantova.
Al termine della guerra gioca un ruolo importante nei negoziati che porteranno alla pace di Rastatt.

### La carriera diplomatica
Nominato comandante delle forze asburgiche nei Paesi Bassi del Sud, nel 1718 serve come ambasciatore a Parigi e a Varsavia.
Nel 1722 Königsegg diventa comandante in Transilvania e l'anno seguente (il 16 ottobre 1723) viene nominato feldmaresciallo.
In seguito torna all'attività diplomatica a L'Aia e a Madrid.

### La guerra di successione polacca
Durante la guerra di successione polacca, gli viene conferito il comando supremo delle forze austriache in Italia dopo la morte di Claudio Florimondo di Mercy. Sconfitto nella battaglia di Guastalla del settembre 1734 è costretto a ritirarsi nel Tirolo.
Nel 1736, dopo la morte di Eugenio di Savoia, Königsegg gli succede come presidente del Consiglio di guerra di Corte (Hofkriegsrat).

### Caduta e riabilitazione
Durante la guerra russo-turca nel 1737 assume il comando delle forze austriache ma a seguito di una dura sconfitta Königsegg è costretto a dimettersi.
Riabilitato da Maria Teresa d'Austria, viene nominato Oberst-Land- und Hauszeugmeister e in questa veste negozia la ritirata delle truppe francesi da Praga nel 1743 durante la guerra di successione austriaca.
Nel 1744 viene nominato comandante supremo delle forze asburgiche nei Paesi Bassi austriaci conducendo le forze austriache nella battaglia di Fontenoy del maggio 1745. Sconfitto e ferito in combattimento torna a Vienna dove morirà nel 1751.